# Норрис, Фрэнк
Бенжамин Фрэнклин Норрис (англ. Benjamin Franklin  Norris, Jr.) (5 марта 1870 — 25 октября 1902) — американский писатель и журналист периода «прогрессивной эры», одним из первых принёсший французский натурализм в американскую литературу. Литературную известность приобрел благодаря романам «Мактиг» (англ. McTeague) (1899), «Спрут: Калифорнийская история» (англ. The Octopus: A California Story) (1901) и «Омут» (англ. The Pit) (1903). Хотя Норрис не был сторонником социализма как политической системы, его произведения имели социалистическую направленность и вдохновляли многих прогрессивных писателей, таких, как Эптон Синклер. Заметное влияние на творчество писателя оказали теория эволюции Дарвина и Спенсера и, в частности, оптимистическая линия философии Дарвина, которую он изучал у Джозефа Леконте во время своего обучения в Калифорнийском университете в Беркли. Умер от перитонита, последовавшего за приступом аппендицита в возрасте 32 лет.

## Биография
Фрэнк Норрис родился в Чикаго (Иллинойс) в 1870 в семье частного предпринимателя Бенжамина Норриса и Гертруд Норрис, пробовавшей актерскую карьеру. В 1884 семья Норриса переехала в Сан-Франциско, где Бенжамин Норрис занялся недвижимостью. В 1887, после смерти брата и короткой и неудачной поездки в Лондон, семнадцатилетний Норрис поступил в престижную Академию Жюлиана в Париже, где в течение двух лет учился живописи. Семья находилась вместе с ним около года, после чего родители Норриса вернулись в Америку. Молодой Фрэнк остался один до тех пор, пока отец не обнаружил, что вместо занятий живописью Фрэнк занят написанием сказок о средневековых рыцарях, и не настоял на возвращении сына домой.
В 1890 Фрэнк Норрис перевелся в Калифорнийский университет в Беркли, где по настоянию отца учился до 1894 года. В эти годы Норрис увлекается теорией эволюции Дарвина, что проявилось позднее в его произведениях. В начале 1892 он опубликовал романтическую поэму «Ивернел, Старофранцузская повесть» (англ. Yvernell, A Tale of Feudal France). За годы учебы в Беркли, Норрис напечатал несколько рассказов в студенческом издании в Беркли и в журнале «Волна» (англ. The Wave) в Сан-Франциско, начал первые главы романа «Мактиг» (англ. McTeague).
После развода родителей, не чувствуя себя более обязанным продолжать дело отца, и не получив ученой степени, Фрэнк оставляет Калифорнийский университет, и в 1895 году поступает в Гарвард, чтобы учиться писательскому мастерству. Наибольшее влияние в Гарвардском университете на него оказал Люис Эдвард Гейтс, преподававший на отделении английской литературы. Именно в эти годы и под влиянием своего преподавателя Норрис читает произведения французских писателей, в частности, Золя и Флобера. В Гарварде он пишет роман в духе Золя «Вандовер и зверь» (англ. Vandover and the Brute) о духовном оскудении человека и продолжает работу над «Мактигом», завершенным позже в Калифорнии.
В 1894 – 1896 Норрис был корреспондентом газеты «Кроникл» (Сан-Франциско) в Южной Африке, а в 1896 – 1897 работал ассистентом редактора и вел еженедельную колонку Маленькие уличные драмы в журнале «Волна Сан-Франциско» (англ. The San Francisco Wave). В 1909 эти очерки и рассказы были изданы отдельной книгой под названием «Третий круг» (англ. The Third Circle). Повесть «Моран с „Леди Летти“» (англ. Moran of the Lady Letty), печатавшаяся в 1898 с продолжениями в «Волне», была тогда же выпущена издательством «Даблдей энд Маклюр», а Норриса пригласили на работу в его нью-йоркское отделение. В 1898 Норрис работал на Кубе как репортер «Маклюр мэгэзин» (англ. McClure's Magazine), освещая испано-американскую войну. В 1899 опубликовал романы «Мактиг» и «Бликс» (англ. Blix). Работая издательским консультантом, рекомендовал к изданию роман «Сестра Керри» Теодора Драйзера.
В 1899 Норрис объявил замысел эпической трилогии о современном этапе истории американской цивилизации, где центральным «персонажем» станет пшеница, воплощающая силы природы. В 1900 Фрэнк Норрис женился на Жанет Блэк. В 1901 у них родился ребенок. Норрис публикует серию романов о спекуляциях на чикагской торговой бирже — «Спрут» (англ. The Octopus, 1901), «Омут: История Чикаго» (англ. The Pit: A Story of Chicago, 1903). Смерть от аппендицита в Сан-Франциско 25 октября 1902 помешала созданию завершающего романа «Волк» (англ. The Wolf) и следующей трилогии – о Гражданской войне в Америке.
Похоронен на кладбище Маунтин Вью в Окленде, Калифорния.

## Список произведений
1. «Ивернел, Старофранцузская повесть» (англ. Yvernell, A Tale of Feudal France; 1892)
2. «Моран с „Леди Летти“: История приключений у берегов Калифорнии» (англ. Moran of the "Lady Letty": A Story of Adventure Off the California Coast; 1898)
3. «Мактиг: Сан-францисская история» (англ. McTeague: A Story of San Francisco; 1899)
4. «Бликс. Повесть юной любви» (англ. Blix; 1899)
5. «Сильная духом» (англ. A Man's Woman; 1900)
6. «Эпос пшеницы» (англ. Epic of the Wheat; 1901 − 1903)
  1. «Спрут» (англ. The Octopus: A Story of California; 1901)
  2. «Омут: История Чикаго» (англ. The Pit: A Story of Chicago; 1902)
7. «Сделка с пшеницей и другие истории Нового и Старого Запада» (англ. A Deal in Wheat and Other Stories of the New and Old West; 1903)
8. «Третий круг» (англ. The Third Circle; 1909)
9. «Вандовер и зверь» (англ. Vandover and the Brute; 1914)

## Экранизации
Рассказ «Сделка с пшеницей» (1903) и роман «Омут» послужили сюжетной основой для фильма Гриффита Спекуляция пшеницей (A Corner in Wheat) (1909). Роман Мактиг (McTeague) был неоднократно экранизирован, наиболее известная экранизация — Алчность (Greed) (1924) Эриха фон Штрогейма, которая сегодня считается классикой немого кино.